# جردن سبان
جردن سبان (انگلیسی: Jordan Sebban؛ زادهٔ ۶ ژانویهٔ ۱۹۹۷) بازیکن فوتبال اهل فرانسه است.
از باشگاه‌هایی که در آن بازی کرده‌است می‌توان به باشگاه فوتبال تولوز اشاره کرد.